# Lista okrętów United States Navy, C
W tej sekcji listy okrętów United States Navy wymienione są nazwy wszystkich okrętów United States Navy, których nazwa zaczyna się od C.
Aby zobaczyć wyłącznie listę okrętów obecnie pozostających w służbie — patrz Lista obecnie służących okrętów United States Navy
W przypadku okrętów, których nazwa została użyta jednokrotnie, link USS "Nazwa_okrętu" kieruje do artykułu o konkretnym okręcie. Jeżeli nazwy użyto kilkakrotnie, link USS "Nazwa_okrętu" kieruje do strony ujednoznaczniającej z krótkimi opisami poszczególnych okrętów, natomiast linki następujące po nazwie kierują do tych okrętów bezpośrednio.

## C
- USS "C-1" (SS-9)
- USS "C-2" (SS-13)
- USS "C-3" (SS-14)
- USS "C-4" (SS-15)
- USS "C-5" (SS-16)
- USS "C. F. Sargent" ()
- USS "C. P. Williams" ()
- USS "C. W. Morse" ()

## Ca
- USS "Cabana" ()
- USS "Cabell" ()
- USS "Cabezon" (SS-334)
- USS "Cabildo" (LSD-16)
- USS "Cable" (ARS-19)
- USS "Cabot" (1775, CVL-28)
- USS "Cabrilla" (SS-288)
- USS "Cacapon" ()
- USS "Cachalot" (SS-170)
- USS "Cache" (AOT-67)
- USS "Cacique" ()
- USS "Cactus" ()
- USS "Caddo Parish" (LST-515)
- USS "Cadmus" (AR-14)
- USS "Caelum" ()
- USS "Caesar" ()
- USS "Cahaba" ()
- USS "Cahokia" (, ATA-186)
- USS "Cahto" ()
- USS "Cahuilla" ()
- USS "Caiman" (SS-323)
- USS "Cairo" (1861)
- USS "Calabash" ()
- USS "Caladesi" ()
- USS "Calamares" ()
- USS "Calamianes" ()
- USS "Calamus" ()
- USS "Calcaterra" (DE-390)
- USS "Caldwell" (DD-69, DD-605)
- USS "Caledonia" (1812, AK-167)
- USS "Calhoun" ()
- USS "Calhoun County" (LST-519)
- USS "Calibogue" ()
- USS "Caliente" (AO-53)
- USS "California" (1867, ACR-6, SP-249, SP-647, BB-44, CGN-36)
- USS "Californian" ()
- USS "Caliph" ()
- USS "Calistoga" ()
- USS "Callaghan" (DD-792, DDG-994)
- USS "Callao" (, , )
- USS "Callaway" ()
- USS "Callisto" ()
- USS "Caloosahatchee" (AO-98)
- USS "Calumet" (, )
- USS "Calvert" (, )
- USS "Calypso" (, , )
- USS "Camanche" (1864, ),California Military Museum
- USS "Camanga" ()
- USS "Camano" ()
- USS "Cambria" ()
- USS "Cambridge" (1860, ID-1651, CA-126)
- USS "Camden" (AS-6, AOE-2)
- USS "Camel" (, , )
- USS "Camelia" ()
- USS "Camellia" ()
- USS "Camia" ()
- USS "Camp" (DE-251)
- USS "Canandaigua" (1862, 1901, IX-233, PC-1246)
- USS "Canarsee" ()
- USS "Canary" ()
- USS "Canasatego" ()
- USS "Canberra" (CA-70)
- USS "Candid" ()
- USS "Candoto" ()
- USS "Caney" ()
- USS "Canfield" ()
- USS "Canibas" ()
- USS "Canisteo" (AO-99)
- USS "Cannon" ()
- USS "Canocan" ()
- USS "Canon" (PG-90)
- USS "Canonicus" (1864, 1899, YT-187, ACM-12)
- USS "Canopus" (AS-34)
- USS "Canotia" (AN-47)
- USS "Canton" (1913)
- USS "Canuck" (YTB-379)
- USS "Cap Finisterre" (1911)
- USS "Capable" (AM-155, AGOS-16)
- USS "Cape" (MSI-2)
- USS "Cape Alexander" (AK-5010)
- USS "Cape Ann" (AK-5009)
- USS "Cape Archway" (AK-5011)
- USS "Cape Avinof" (AK-5013)
- USS "Cape Blanco" (AK-5060)
- USS "Cape Borda" (AK-5058)
- USS "Cape Bover" (AK-5057)
- USS "Cape Breton" (AK-5056)
- USS "Cape Cod" (AD-43)
- USS "Cape Decision" (AKR-5054)
- USS "Cape Diamond" (AKR-5055)
- USS "Cape Domingo" (AKR-5053)
- USS "Cape Douglas" (AKR-5052)
- USS "Cape Ducato" (AKR-5051)
- USS "Cape Edmont" (AKR-5069)
- USS "Cape Esperance" (CVE-88)
- USS "Cape Farewell" (AK-5073)
- USS "Cape Fear" (AK-5061)
- USS "Cape Flattery" (AK-5070)
- USS "Cape Florida" (AK-5071)
- USS "Cape Gibson" (AK-5051)
- USS "Cape Girardeau" (AK-2039)
- USS "Cape Gloucester" (CVE-109)
- USS "Cape Henry" (ID-3056, AKR-5067)
- USS "Cape Horn" (AKR-5068)
- USS "Cape Hudson" (AKR-5066)
- USS "Cape Inscription" (AKR-5076)
- USS "Cape Intrepid" (AKR-11)
- USS "Cape Isabel" (AKR-5062)
- USS "Cape Island" (AKR-10)
- USS "Cape Jacob" (AK-5029)
- USS "Cape John" (AK-5022)
- USS "Cape Johnson" (AP-172, AK-5075)
- USS "Cape Juby" (AK-5077)
- USS "Cape Kennedy" (AKR-5083)
- USS "Cape Knox" (AKR-5082)
- USS "Cape Lambert" (AKR-5077)
- USS "Cape Lobos" (AKR-5078)
- USS "Cape Lookout" (ID-3214)
- USS "Cape May" (ID-3520, AKR-5063)
- USS "Cape Mendocino" (AKR-5064)
- USS "Cape Mohican" (AKR-5065)
- USS "Cape Nome" (AK-1014)
- USS "Cape Orlando" (AKR-2044)
- USS "Cape Race" (AKR-9960)
- USS "Cape Ray" (AKR-9679)
- USS "Cape Rise" (AKR-9678)
- USS "Cape Romain" (ID-2970)
- USS "Cape St. George" (CG-71)
- USS "Cape Taylor" (AKR-113)
- USS "Cape Texas" (AKR-112)
- USS "Cape Trinity" (AKR-9711)
- USS "Cape Victory" (AKR-9701)
- USS "Cape Vincent" (AKR-9666)
- USS "Cape Washington" (AKR-9961)
- USS "Cape Wrath" (AKR-9962)
- USS "Capelin" (SS-289)
- USS "Capella" (AK-13, AKR-293)
- USS "Caperton" (DD-650)
- USS "Capitaine" (AGSS-336)
- USS "Capodanno" (FF-1093)
- USS "Capps" (DD-550)
- USS "Caprice" (ID-703, PG-90)
- USS "Capricornus" (LKA-57)
- USS "Capt. Stephen L. Bennett" (AK-4296)
- USS "Captain Arlo L. Olson" (AK-245)
- USS "Captiva" (YFB-25)
- USS "Captivate" (AM-156)
- USS "Captor" (PYc-40)
- USS "Caracara" (AMC-40)
- USS "Carascan" (YTB-511)
- USS "Caravan" (AM-157)
- USS "Carbonero" (SS-337)
- USS "Card" (CVE-11)
- USS "Cardinal" (AM-6, AM-67, AMS-4, MHC-60)
- USS "Cardinal O’Connell" (T-AKV-7)
- USS "Cariama" (AM-354)
- USS "Carib" (ID-1765, ATF-82)
- USS "Caribou" (IX-114)
- USS "Carina" (AK-74)
- USS "Carl R. Gray" (ID-2671)
- USS "Carl Vinson" (CVN-70)
- USS "Carlisle" (APA-69)
- USS "Carlotta" (ID-1785)
- USS "Carlson" (DE-9)
- USS "Carmick" (DD-493)
- USS "Carmita" (1862, IX-152)
- USS "Carnation" (1863)
- USS "Carnegie" (CVE-38)
- USS "Carnelian" (PY-19)
- USS "Carney" (DDG-64)
- USS "Carola IV" (ID-812)
- USS "Carolina" ()
- USS "Caroline" ()
- USS "Caroline County" (LST-525)
- USS "Carolinian" ()
- USS "Carolita" ()
- USS "Caron" (DD-970(inne języki))
- USS "Carondelet" (1861, IX-136)
- USS "Carp" (SS-20, SS-338)
- USS "Carpellotti" (APD-136)
- USS "Carpenter" (DD-825)
- USS "Carr" (FFG-52)
- USS "Carrabasset" (, )
- USS "Carrie Clark" ()
- USS "Carrillo" ()
- USS "Carroll" ()
- USS "Carronade" (LFR-1)
- USS "Carson City" ()
- USS "Carter" ()
- USS "Carter Hall" (LSD-3, LSD-50)
- USS "Carteret" ()
- USS "Casa Grande" (LSD-13)
- USS "Casablanca" (CVE-55)
- USS "Cascade" (AD-16)
- USS "Casco" (1864, 1910, AVP-12)
- USS "Case" (DD-285, DD-370)
- USS "Casimir Pulaski" (SSBN-633)
- USS "Casinghead" ()
- USS "Casper" ()
- USS "Caspian" ()
- USS "Cassin" (DD-43, DD-372)
- USS "Cassin Young" (DD-793)
- USS "Cassiopeia" ()
- USS "Cassius" ()
- USS "Castine" (PG-6, PC-452/IX-206)
- USS "Castle" ()
- USS "Castle Rock" ()
- USS "Castor" (1869, AKS-1)
- USS "Castro" ()
- USS "Caswell" ()
- USS "Catalpa" (, )
- USS "Catamount" (LSD-17)
- USS "Catawba" (1864, YT-32, ATA-210, ATF-168)
- USS "Catbird" ()
- USS "Catclaw" ()
- USS "Cates" ()
- USS "Catfish" (SS-339)
- USS "Catherine Johnson" ()
- USS "Catoctin" ()
- USS "Catron" (APA-71)
- USS "Catskill" (1862, AP-106)
- USS "Caution" ()
- USS "Cauto" ()
- USS "Cavalier" ()
- USS "Cavalla" (SS-244, SSN-684)
- USS "Cavallaro" (APD-128)
- USS "Cayuga" (1861, 1892, LST-1186)

## Ce
- USS "Cebu" ()
- USS "Cecil" ()
- USS "Cecil J. Doyle" (DE-368)
- USS "Cedar" ()
- USS "Cedar Creek" ()
- USS "Celebes" ()
- USS "Celeno" ()
- USS "Celeritas" ()
- USS "Celtic" (, )
- USS "Centaurus" (, )
- USS "Centipede" ()
- USS "Cepheus" (, )
- USS "Ceres" (1856)
- USS "Cero" (, )
- USS "Cetus" ()

## Ch
- USS "Chachalaca" ()
- USS "Chafee" (DDG-90)
- USS "Chaffee" (DE-230)
- USS "Chaffinch" (, )
- USS "Chahao" ()
- USS "Chain" (AGOR-17)
- USS "Chalcedony" ()
- USS "Challenge" (, ATA-201)
- USS "Challenger" ()
- USS "Chambers" (DER-391)
- USS "Chame" ()
- USS "Champion" (1777, 1863, AM-134, MCM-4)
- USS "Champlin" (DD-104, DD-601)
- USS "Chanagi" ()
- USS "Chancellorsville" (CG-62)
- USS "Chandeleur" ()
- USS "Chandler" ("Chandler" (DD-206, DDG-996)
- USS "Change" ()
- USS "Chanticleer" (,. ASR-7)
- USS "Chara" (AE-31)
- USS "Charger" (CVE-30)
- USS "Charles Ausburn" (DD-294, DD-570)
- USS "Charles B. Mason" ()
- USS "Charles Berry" (DE-1035)
- USS "Charles Carroll" (APA-28)
- USS "Charles E. Brannon" ()
- USS "Charles F. Adams" (DDG-2)
- USS "Charles F. Hughes" (DD-428)
- USS "Charles H. Davis" (AGOR-5)
- USS "Charles H. Roan" (DD-853)
- USS "Charles J. Badger" (DD-657)
- USS "Charles J. Kimmel" (DE-584)
- USS "Charles Lawrence" (APD-37)
- USS "Charles Mann" ()
- USS "Charles P. Cecil" (DD-835)
- USS "Charles P. Crawford" ()
- USS "Charles P. Kuper" ()
- USS "Charles Phelps" ()
- USS "Charles R. Greer" ()
- USS "Charles R. Ware" (DD-865)
- USS "Charles S. Sperry" (DD-697)
- USS "Charles Whittemore" ()
- USS "Charleston" (1798, C-2, C-22, PG-51, LKA-113)
- USS "Charlevoix" ()
- USS "Charlotte" (1862, CA-12, PF-60, SSN-766)
- USS "Charlottesville" (PF-25)
- USS "Charlton" (AKR-314)
- USS "Charlton Hall" ()
- USS "Charmain II" ()
- USS "Charr" (SS-328)
- USS "Charrette" (DD-581)
- USS "Charybdis" (1869)
- USS "Chase" (DD-323, DE-158)
- USS "Chase County" (LST-532)
- USS "Chase S. Osborne" ()
- USS "Chaska" ()
- USS "Chateau Thierry" ()
- USS "Chatelain" (DE-149)
- USS "Chatham" (,. CVE-32)
- USS "Chatot" ()
- USS "Chattahoochee" (AOG-82)
- USS "Chattanooga" (C-16, CL-118)
- USS "Chatterer" (, MSCO-40)
- USS "Chaumont" (AP-5)
- USS "Chauncey" (DD-3, DD-296, DD-667)
- USS "Chauvenet" (AGS-29)
- USS "Chawasha" ()
- USS "Chebaulip" ()
- USS "Cheboygan County" (LST-533)
- USS "Chegodega" ()
- USS "Chehalis" (PG-94)
- USS "Chekilli" ()
- USS "Cheleb" (AK-138)
- USS "Chemung" (AT-18, AO-30)
- USS "Chenango" (1863, CVE-28)
- USS "Chengho" ()
- USS "Chepachet" (AOT-78)
- USS "Chepanoc" ()
- USS "Cherokee" (, , , )
- USS "Chesapeake" (1799,. AOT-5084)
- USS "Chestatee" ()
- USS "Chester" (CL-1(inne języki), CA-27)
- USS "Chester T. O’Brien" (DE-421)
- USS "Chestnut" ()
- USS "Chestnut Hill" ()
- USS "Chetco" ()
- USS "Chevalier" (DD-451, DD-805)
- USS "Chew" (DD-106)
- USS "Chewaucan" (AOG-50)
- USS "Chewink" (, )
- USS "Cheyenne" (1898, BM-10, CL-86, CL-117, AG-174, SSN-773)
- USS "Chicago" (CA-14, CA-29, CA-136, SSN-721)
- USS "Chichota" ()
- USS "Chickadee" (MSF-59)
- USS "Chickasaw" (1864, 1882, ATF-83)
- USS "Chicolar" ()
- USS "Chicomico" ()
- USS "Chicopee" (1863, AO-34)
- USS "Chicot" ()
- USS "Chief" (AMC-67, MSF-315, MCM-14)
- USS "Chikaskia" (AO-54)
- USS "Childs" (DD-241)
- USS "Chilhowee" ()
- USS "Chilkat" ()
- USS "Chillicothe" (1862)
- USS "Chilton" (LPA-38)
- USS "Chilula" ()
- USS "Chimaera" ()
- USS "Chimango" (, )
- USS "Chimariko" (ATF-154)
- USS "Chimo" (1864, )
- USS "Chimon" ()
- USS "Chinaberry" ()
- USS "Chinampa" ()
- USS "Chincoteague" ()
- USS "Chingachgook" ()
- USS "Chinook" (PC-9)
- USS "Chinquapin" ()
- USS "Chipola" (AO-63)
- USS "Chipper" ()
- USS "Chippewa" (1813, 1815, 1861, AT-69)
- USS "Chiquito" ()
- USS "Chiron" ()
- USS "Chivo" (SS-341)
- USS "Chiwaukum" ()
- USS "Chiwawa" ()
- USS "Chloris" (ARVE-4)
- USS "Choctaw" (1856, YT-26, 1918, YT-114, ATF-70)
- USS "Chocura" (, )
- USS "Chohonaga" ()
- USS "Cholocco" ()
- USS "Chopper" (SS-342)
- USS "Choptank" ()
- USS "Chosin" (CG-65)
- USS "Chotank" ()
- USS "Chotauk" ()
- USS "Chourre" ()
- USS "Chowanoc" (ATF-100)
- USS "Christabel" ()
- USS "Christiana" ()
- USS "Christine" (, )
- USS "Christopher" ()
- USS "Chub" (SS-329)
- USS "Chukawan" (AO-100)
- USS "Chukor" ()
- USS "Chung-Hoon" (DDG-93(inne języki))
- USS "Churchill County" (LST-583)

## Ci
- USS "Cigarette" (ID-1234)
- USS "Cimarron" (1862, AO-22, AO-177)
- USS "Cinchona" (YN-7)
- USS "Cincinnati" (C-7, CL-6, SSN-693)
- USS "Cinnabar" (IX-163)
- USS "Cinnamon" (YN-69)
- USS "Circassian" (1862)
- USS "Circe" (1869, AKA-25)
- USS "Cisco" (SS-290)
- USS "City of Corpus Christi" (SSN-705)
- USS "City of Dalhart" (IX-156)
- USS "City of Lewes" (ID-383)
- USS "City of South Haven" (ID-2527)

## Cl
- USS "Claiborne" (AK-171)
- USS "Clamagore" (SS-343)
- USS "Clamour" (AM-160)
- USS "Clamp" (ARS-33)
- USS "Clara Dolsen" (1862)
- USS "Clare" (ID-2774)
- USS "Clarence K. Bronson" (DD-668)
- USS "Clarence L. Evans" (DE-113)
- USS "Clarendon" (APA-72)
- USS "Clarinda" (YP-185)
- USS "Clarion" (AK-172)
- USS "Clark" (DD-361, FFG-11)
- USS "Clarke County" (LST-601)
- USS "Clash" (PG-91)
- USS "Claud Jones" (DE-1033)
- USS "Claude V. Ricketts" (DDG-5)
- USS "Claxton" (DD-140, DD-571)
- USS "Clay" (APA-39)
- USS "Clearfield" (APA-142)
- USS "Cleburne" ()
- USS "Clematis" ()
- USS "Clemson" (DD-186)
- USS "Cleo" ()
- USS "Clermont" (APA-143)
- USS "Cleveland" (C-19, CL-55, LPD-7)
- USS "Cliffrose" (AN-42)
- USS "Clifton" (, , )
- USS "Clifton Sprague" (FFG-16)
- USS "Climax" ()
- USS "Clinton" (, LPA-144)
- USS "Clio" (, )
- USS "Cloues" ()
- USS "Clover" (, )
- USS "Clyde" (, )
- USS "Clytie" ()

## Co
- USS "Coastal Battleship No. 1" (BB-1)
- USS "Coastal Battleship No. 2" (BB-2)
- USS "Coastal Battleship No. 4" (IX-6)
- USS "Coastal Crusader" (AGS-36)
- USS "Coasters Harbor" ()
- USS "Coates" (DE-685)
- USS "Coatopa" ()
- USS "Cobbler" (SS-344)
- USS "Cobia" (AGSS-245)
- USS "Cobra" ()
- USS "Cochali" ()
- USS "Cochino" (SS-345)
- USS "Cochise" ()
- USS "Cochrane" (DDG-21)
- USS "Cockatoo" (, )
- USS "Cockenoe" ()
- USS "Cockrill" (DE-398)
- USS "Coco" ()
- USS "Coconino County" (LST-603)
- USS "Cocopa" (ATF-101)
- USS "Cod" (SS-224)
- USS "Codington" ()
- USS "Coeur de Lion" ()
- USS "Cofer" (APD-62)
- USS "Coffman" (DE-191)
- USS "Coghlan" (DD-326, DD-606)
- USS "Cogswell" (DD-651)
- USS "Cohasset" (1860, 1918, IX-198)
- USS "Cohocton" ()
- USS "Cohoes" (1867, ANL-78)
- USS "Colahan" (DD-658)
- USS "Colbert" ()
- USS "Cole" (DD-155, DDG-67 bombed in Aden, Yemen)
- USS "Colfax" ()
- USS "Colhoun" (APD-2, DD-801)
- USS "Colington" (, )
- USS "Colleen" ()
- USS "Colleton" (APB-36)
- USS "Collett" (DD-730)
- USS "Collier" (1864)
- USS "Collingsworth" (LPA-146)
- USS "Colonel Harney" ()
- USS "Colonel Kinsman" ()
- USS "Colonel William J. O’Brien" (AK-246)
- USS "Colonial" (LSD-18)
- USS "Colorado" (1856, ACR-7, BB-45)
- USS "Colossus" (1864, 1869)
- USS "Colquitt" ()
- USS "Columbia" (1836, 1862, 1864), C-12, AG-9, CL-56, AOT-182, SSN-771)
- USS "Columbine" (, )
- USS "Columbus" (1774, 1819, CA-74, SSN-762)
- USS "Colusa" ()
- USS "Comanche" ()
- USS "Combat" ()
- USS "Comber" ()
- USS "Comet" (, ,. AKR-7)
- USS "Cometa" ()
- USS "Comfort" (, AH-20)
- USS "Commander" ()
- USS "Commencement Bay" (CVE-105)
- USS "Commerce" ()
- USS "Commodore" (, , )
- USS "Commodore Barney" ()
- USS "Commodore Hull" ()
- USS "Commodore Jones" ()
- USS "Commodore Maury" ()
- USS "Commodore McDonough" ()
- USS "Commodore Morris" ()
- USS "Commodore Perry" (1859)
- USS "Commodore Read" ()
- USS "Commodore Truxtun" ()
- USS "Compass Island" (AG-153)
- USS "Compel" ()
- USS "Competent" ()
- USS "Compton" (DD-705)
- USS "Comstock" (LSD-19, LSD-45)
- USS "Comte De Grasse" (DD-974)
- USS "Conanicut" ()
- USS "Conasauga" ()
- USS "Conchardee" ()
- USS "Concho" ()
- USS "Concise" ()
- USS "Concord" (1828, PG-3, 1917 CL-10, T-AFS-5)
- USS "Condor" (, MSCO-5)
- USS "Cone" (DD-866)
- USS "Conecuh" ()
- USS "Conemaugh" (1862, AOG-62)
- USS "Conestoga" (1861, 1862, AT-54)
- USS "Confederacy" (1778)
- USS "Confiance" ()
- USS "Conflict" (, MSO-426)
- USS "Congaree" ()
- USS "Conger" (SS-477)
- USS "Congress" (1776, 1777, 1799, 1841, 1868, 1918)
- USS "Conklin" ()
- USS "Connecticut" (1776, 1799, 1861, BM-8, BB-18, SSN-22)
- USS "Conner" (DD-72, DD-582)
- USS "Connewango" ()
- USS "Connole" (FF-1056)
- USS "Connolly" (DE-306)
- USS "Conohasset" ()
- USS "Conolly" (DD-979)
- USS "Conqueror" ()
- USS "Conquest" (,. MSO-488)
- USS "Conserver" (ARS-39)
- USS "Consolation" (AH-15)
- USS "Consort" ()
- USS "Constance II" ()
- USS "Constant" (, MSO-427)
- USS "Constantia" ()
- USS "Constellation" (1798, 1854, CV-64)
- USS "Constitution" (1797, CC-5)
- USNS "Contender" (T-AGOS-2)
- USS "Content" ()
- USS "Contocook" (AT-36)
- USS "Contoocook" (1864)
- USS "Control" (AM-164)
- USS "Converse" (DD-291, DD-509)
- USS "Conway" (DD-70, DD-507)
- USS "Cony" (DD-508)
- USS "Conyngham" (DD-5, DD-371, DDG-17)
- USS "Cook" (APD-130, FF-1083)
- USS "Cook Inlet" (AVP-36)
- USS "Coolbaugh" (DE-217)
- USS "Cooner" (DE-172)
- USS "Coontz" (DDG-40)
- USS "Cooper" (DD-695)
- USS "Coos Bay" (AVP-25)
- USS "Copahee" (CVE-12)
- USS "Copeland" (FFG-25)
- USS "Coquet" (1906)
- USS "Cor Caroli" (AK-91)
- USS "Coral" (PY-15)
- USS "Coral Sea" (CVE-57, CVB-43)
- USS "Corbesier" (DE-438)
- USS "Corbitant" (YT-354)
- USS "Cordova" (CVE-39)
- USS "Corduba" (AF-32)
- USS "Core" (CVE-13)
- USS "Corinthia" ()
- USS "Corkwood" ()
- USS "Cormorant" (AM-40, MSC-122, MHC-57)
- USS "Cornel" (AN-45)
- USS "Cornhusker State" (ACS-6)
- USS "Cornubia" (1864)
- USS "Corona" (1905)
- USS "Coronado" (PF-38, AGF-11)
- USS "Coronet" (SP-194)
- USS "Coronis" (ARL-10)
- USS "Corozal" (1911)
- USS "Corporal" (SS-346)
- USS "Corporation" (1814)
- USS "Corpus Christi" (PG-152, SSN-705)
- USS "Corpus Christi Bay" (ARVH-1)
- USS "Corregidor" (CVE-58)
- USS "Corry" (DD-334, DD-463, DD-817)
- USS "Corsair" (SP-159, SS-435)
- USS "Corson" (AVP-37)
- USS "Cortland" (APA-75)
- USS "Corundum" (IX-164)
- USS "Corvina" (SS-226)
- USS "Corvus" (AKA-26)
- USS "Corwin" (1849, 1876)
- USS "Corypheus" (1862)
- USS "Coshecton" (YTB-404)
- USS "Cossack" (ID-695)
- USS "Cossatot" (AO-77)
- USS "Cotinga" (AMC-43, AMCU-22)
- USS "Cotten" (DD-669)
- USS "Cottle" (APA-147)
- USS "Coucal" (ASR-8)
- USS "Counsel" (MSF-165)
- USS "Courage" (PG-70)
- USS "Courier" (1861, 1912, AMC-72)
- USS "Courlan" (AMC-44, AMS-44)
- USS "Courser" (AMC-32, AMS-6)
- USS "Courtenay P" (ID-899)
- USS "Courtney" (DE-1021)
- USS "Cove" (MSI-1)
- USS "Covington" (1863, ID-1409, PF-56)
- USS "Cowanesque" (AO-79)
- USS "Cowell" (DD-167, DD-547)
- USS "Cowie" (DD-632)
- USS "Cowpens" (CVL-25, CG-63)
- USS "Cowslip" (1863)
- USS "Coyote" (ID-84)
- USS "Cozy" (ID-556)
- USS "Cpl. Louis J. Hauge, Jr." (AK-3000)

## Cr
- USS "Crag" ()
- USS "Craighead" ()
- USS "Crane" (DD-109)
- USS "Crane Ship No. 1" (AB-1)
- USS "Craster Hall" ()
- USS "Crater" (AK-70)
- USS "Craven" (TB-10, DD-70, DD-382)
- USS "Cread" (APD-88)
- USS "Creamer" ()
- USS "Creddock" ()
- USS "Credenda" ()
- USS "Cree" (ATF-84)
- USS "Crenshaw" ()
- USS "Creon" ()
- USS "Crescent City" ()
- USS "Crest" ()
- USS "Crevalle" (SS-291)
- USS "Criccieth" ()
- USS "Cricket" ()
- USS "Crittenden" ()
- USS "Croaker" ()
- USS "Croatan" (CVE-14, CVE-25)
- USS "Crockett" (PG-88)
- USS "Crocus" (, )
- USS "Crommelin" (FFG-37)
- USS "Cromwell" (DE-1014)
- USS "Cronin" (DE-704)
- USS "Crosby" (APD-17)
- USS "Crosley" (APD-87)
- USS "Cross" ()
- USS "Crossbill" (, AMc-9)
- USS "Crouter" ()
- USS "Crow" (, )
- USS "Crowley" ()
- USS "Crownblock" ()
- USS "Crowninshield" (DD-134)
- USS "Cruise" (MSF-215)
- USS "Crusader" (1858, ARS-2)
- USS "Crux" (AK-115)
- USS "Crystal" ()

## Cu
- USS "Cubera" ()
- USS "Culebra Island" ()
- USS "Culgoa" (AF-3)
- USS "Cullman" ()
- USS "Cumberland" (1842, AO-153)
- USS "Cumberland Sound" (AV-17)
- USS "Cummings" (DD-44, DD-365)
- USS "Curacao" ()
- USS "Curb" (ARS-21)
- USS "Curlew" (, ,. MSCO-8)
- USS "Current" (ARS-22)
- USS "Currier" (DE-700)
- USS "Currituck" (, AV-7)
- USS "Curtis W. Howard" ()
- USS "Curtis Wilbur" (DDG-54)
- USS "Curtiss" (AVB-4)
- USS "Curts" (FFG-38)
- USS "Cusabo" (ATF-155)
- USS "Cushing" (TB-1, DD-55, DD-376, DD-797(inne języki), DD-985)
- USS "Cusk" ()
- USS "Cusseta" ()
- USS "Custer" ()
- USS "Cutlass" (SS-478)
- USS "Cuttlefish" (SS-11, SS-171)
- USS "Cuttyhunk Island" ()
- USS "Cuyahoga" (AG-26)
- USS "Cuyama" ()

## Cy
- USS "Cyane" (1796, 1837, YFB-4)
- USS "Cybele" ()
- USS "Cyclone" (PC-1)
- USS "Cyclops" (1869, 1910)
- USS "Cygnus" ()
- USS "Cymophane" ()
- USS "Cypress" ()
- USS "Cyrene" (AGP-13)
- USS "Cythera" (PY-26, PY-31)